# Bunchō Tani
Bunchō Tani (jap. 谷 文晁 Tani Bunchō), właśc. Masayasu Tani (jap. 谷 正安 Tani Masayasu), zwany także Bungorō (jap. 文五郎); ur. 1763 w Edo, zm. 6 stycznia 1840 tamże – japoński malarz.

## Życiorys
Pochodził z rodziny samurajskiej, był synem poety. Początkowo studiował malarstwo szkoły Kanō, później zapoznał się z twórczością szkoły Tosa oraz stylami nanga i ukiyo-e, a także malarstwem zachodnim (yōga). Przebywał w Nagasaki, gdzie pod kierunkiem mistrza z Chin studiował malarstwo chińskie z okresu Ming i Qing. Stworzył własny, eklektyczny styl o nazwie Nanboku gōitsu (南北合派), w którym łączył elementy tradycyjnego malarstwa japońskiego i chińskiego ze zdobyczami malarstwa zachodniego (stosowanie perspektywy). Malował głównie pejzaże, tworzył także portrety. Był autorem prac teoretycznych poświęconych malarstwu.
Jego uczniami byli Kazan Watanabe i Aigai Takaku.

## Galeria

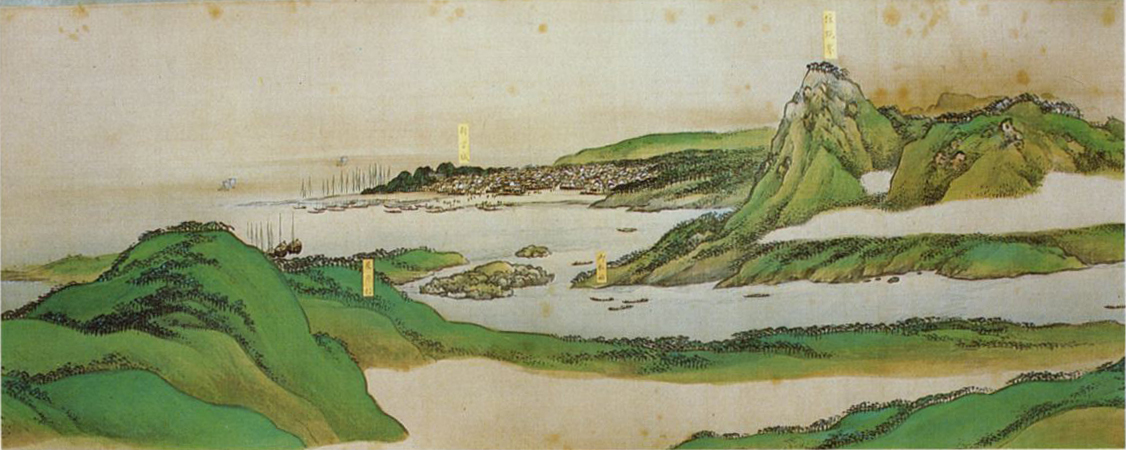
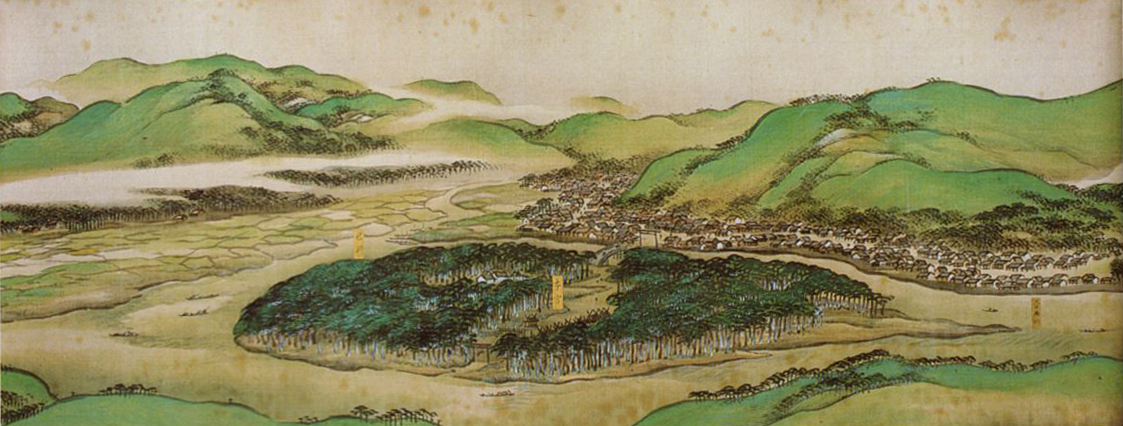
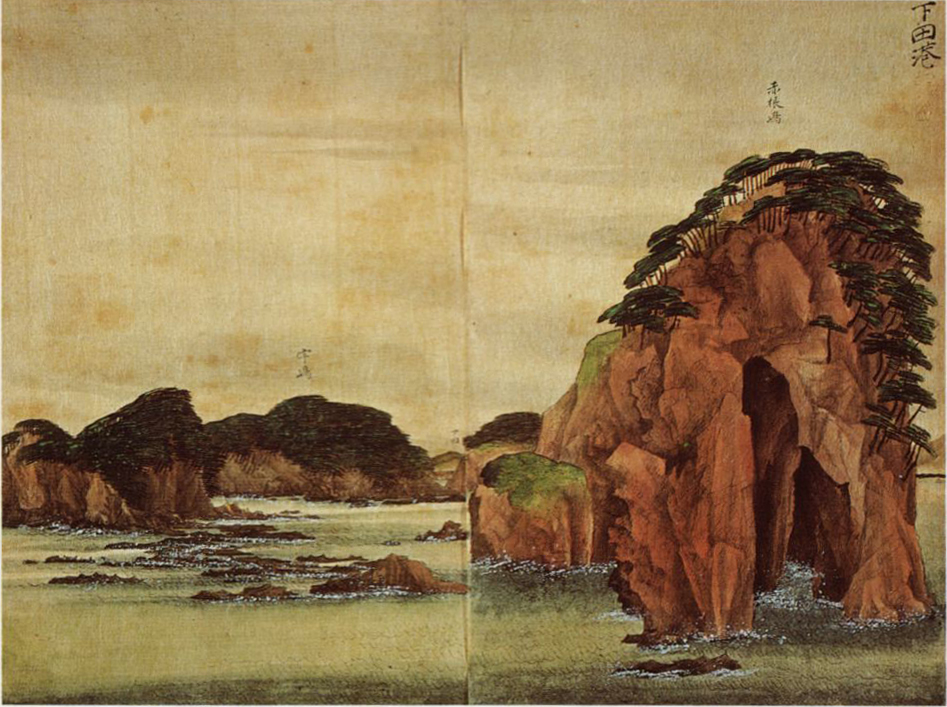
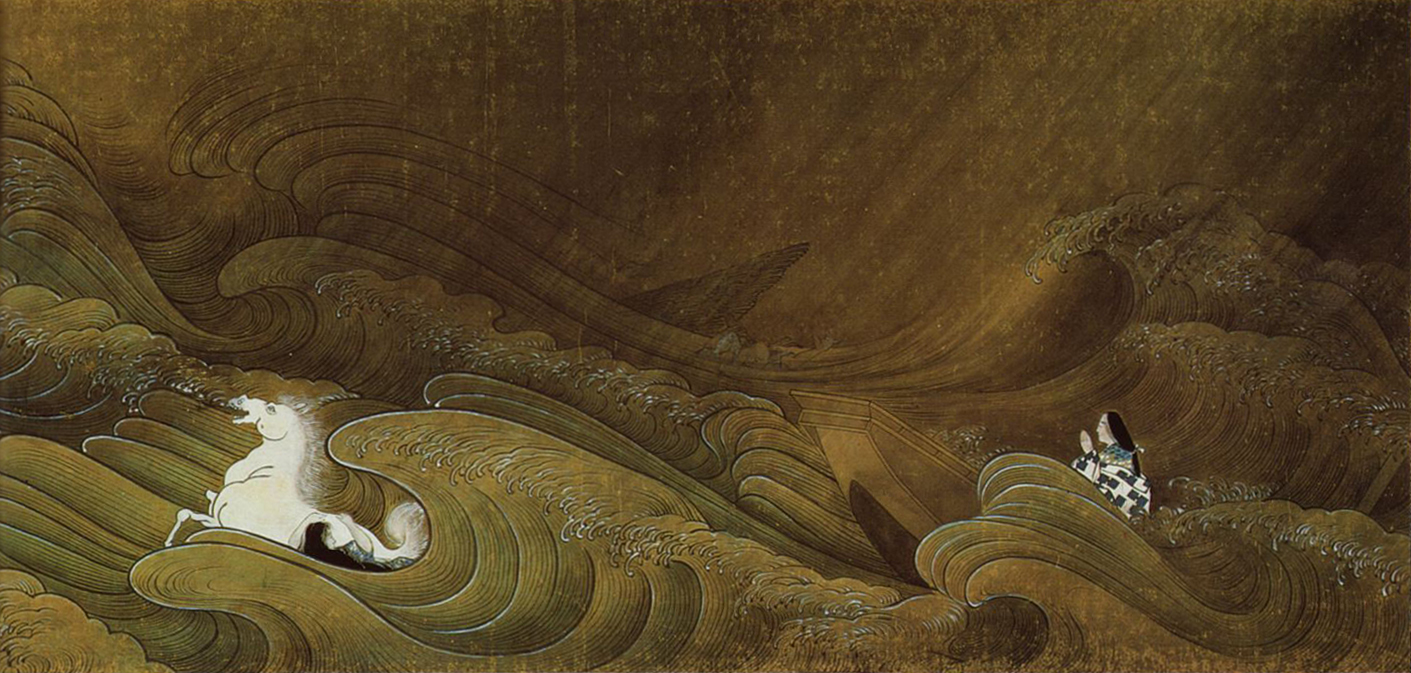
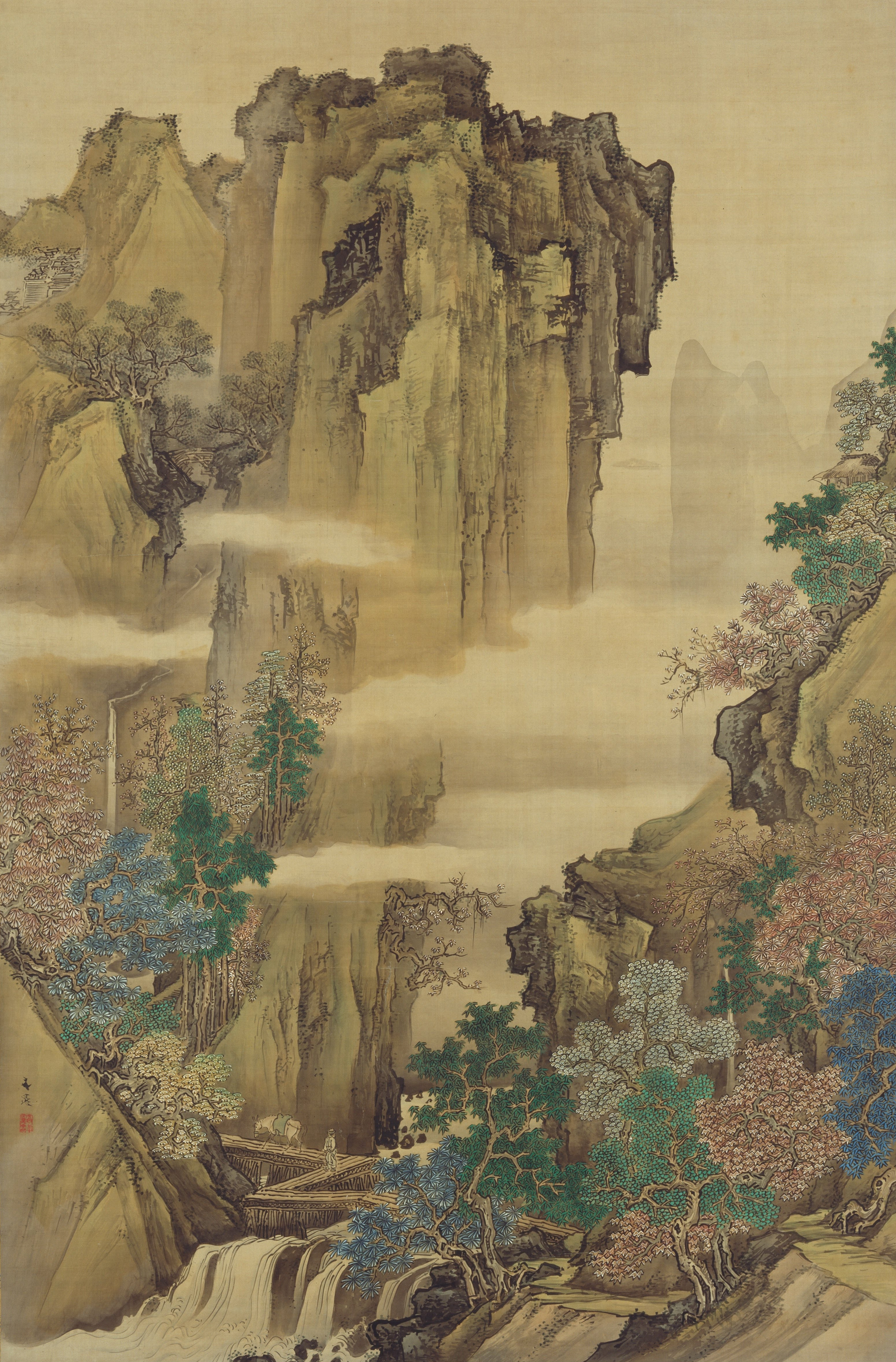